# 함께사는 세상
함께사는 세상은 CBS 표준FM에서 월~토요일 오후 5시 5분부터 저녁 6시까지 방송했던 장애인 관련 프로그램이다.
2002년 4월 1일에 첫방송을 시작해 2005년 9월 3일 방송을 마지막으로 3년만에 폐지되었다.

## 방송 시간
| 방송 채널  | 방송 기간                       | 방송 시간                       |
| ---------- | ------------------------------- | ------------------------------- |
| CBS 표준FM | 2002년 4월 1일 ~ 2005년 9월 3일 | 월~토요일 오후 5:05 ~ 저녁 6:00 |